# Chiles damlandslag i fotboll
Chiles damlandslag i fotboll är det damlandslag i fotboll som representerar det sydamerikanska landet Chile. Laget styrs av Federación de Fútbol de Chile (svenska: Chiles fotbollsfederation), och är medlem i Conmebol samt Fifa.